# Petén Itzá
Petén Itzá – jezioro w północnej Gwatemali, w departamencie Petén, zajmujące powierzchnię 120 km². Jezioro, położone na wysokości 110 m n.p.m., osiąga maksymalną głębokość 165 m – stanowi zatem kryptodepresję.
Na południowym wybrzeżu jeziora oraz na jednej z wysp położone jest miasto Flores, które w okresie przedkolumbijskim było głównym ośrodkiem Majów z grupy Itza.